# 海渡未来
海渡 未来（かいと みく、1999年〈平成11年〉11月21日 - ）は、毎日放送（MBS）のアナウンサー。

## 来歴
東京都杉並区出身。立教女学院小学校、立教女学院中学校・高等学校出身。中学1年時から高校3年時まで創作ダンス部に所属。高校2年時からは、センターのポジションを任されていた。高校3年時には全国中学校・高等学校ダンスコンクールで3位になったものの、立教大学経済学部経済政策学科への進学に際しては、（全国大会で優勝するなど）「日本一」を経験できるクラブへの入部を望んでいたという。
立教大学への入学を機に水上スキー部へ参加。1年の半分を琵琶湖での練習に費やす生活を続けたところ、3年時の2020年に開催された第65回桂宮杯全日本学生水上スキー選手権大会・女子トリックの部で「日本一」になった。4年時には、女子チームの主将へ就任。また、在学中に小型船舶操縦免許を取得している。
2022年4月1日付で、アナウンサーとして毎日放送へ入社。新人合同研修を経て総合編成局のアナウンスセンターへ配属された6月1日に、『よんチャンTV』内の生中継でリポートを任された。水上スキーなどのマリンアクティビティを琵琶湖からの中継で紹介することに伴う抜擢で、アナウンス研修を受けていないにもかかわらず、毎日放送が新卒で採用したアナウンサーとしては「異例」とされる早さで事実上の番組デビューを果たした。
ラジオ番組にも、アナウンス研修期間中の同年7月18日にMBSラジオで放送された『コトノハ』（アナウンスセンターの制作で先輩のアナウンサーが交互に出演している収録番組）で初出演。アナウンス研修やリスナーへの自己紹介を兼ねた出演ながら、かつてアナウンス部長などを歴任したチーフアナウンサーの関岡香（放送の時点で毎日放送への入社35年目）が相手のフリートークで、「学生時代の思い出の曲は『オワリはじまり』（かりゆし58）」「好きなアーティストがパーソナリティを務めるラジオの深夜番組をよく聴く」といった一面を明かした。およそ2ヶ月の研修を経て、7月28日（木曜日）の12時台にMBSラジオで放送された『MBSニュース』（『こんちわコンちゃんお昼ですょ!』への内包分）で正式に番組デビュー。

## 人物
- 好きな食べ物は納豆だと明かし、お休みの過ごし方を「納豆の食べ比べ」だと明かしている。
- 家でワインを飲むのが好きであり、2023年6月16日にYouTubeで公開されたイメージ調査で、「一番お酒が強いアナウンサー」に選ばれた[7]。料理は得意ではないが、お酒がめちゃくちゃ強いという[8]。
- 特技は前述の水上スキー、トランポリン、書道。
- 好きな色は、シンプルな色である白、グレー、黒。私服もついついこの3色になってしまう。
- 好きな言葉・座右の銘は「病は気から」。
- アナウンサーになったきっかけは、大学3年次の春・2020年に新型コロナウイルスが日本国内ならびに世界各地で流行したことを受け自宅待機が続くなか、「興味が少しでもあったらやってみれば?」と母に勧められたアナウンサーのインターンに参加。責任を持って最後に情報を伝える仕事に触れ、メディアに興味を持ったという[9]。
- 名前の由来は、海を渡ると書いて「海渡」、未来を切り開くの「未来」で、下の名前の読みは「みく」である[注 1]。

## 担当番組

### 現在
- MBSニュース（テレビ・ラジオとも不定期）
  - 2022年10月から2023年9月までは、月曜深夜～火曜早朝帯の宿直勤務へ就く関係で、火曜日の早朝に『THE TIME,』（TBSテレビ制作の全国ネット番組）内のローカルニュース&気象情報（午前6時台の「エリア情報」枠）・ローカルニュース（午前7時台の同枠）および、『ありがとう浜村淳です』（MBSラジオ）内の定時ニュース（午前9時台）を担当していた。

#### テレビ
- よんチャンTV
  - アナウンス研修の満了を受けて、2022年8月限定でオープニングパートに編成されていた「きょうのきおんチャン」（関西地方の各地から「今日の気温」を紹介する生中継企画）のリポートを担当。
  - 毎日放送の主催で1983年から毎年12月の第1日曜日に大阪城ホールで開かれる「サントリー1万人の第九」が2022年の公演（12月4日）で40周年を迎えることを背景に、2022年10月から公演の前後までは「第九をいっしょに歌い隊員」として活動。2020年から実施されている「第九」（交響曲第9番）第4楽章歌唱動画投稿企画を、この企画に参加するJNN加盟他局のアナウンサーと共に宣伝した模様を紹介する冠コーナー（「海渡未来の第九をいっしょに歌い隊」）が10月27日から公演前週（12月1日）まで毎週木曜日に放送されたほか、自身も第40回公演でドイツ語による合唱に参加した。
    - 「第九をいっしょに歌い隊」におけるJNN加盟他局への訪問ロケ中には、歌唱動画投稿企画のPRを兼ねて、以下の番組にゲストで出演している。
      - 2022年11月7日：『工藤淳之介 3時のカルテット』（BSNラジオ）
      - 2022年11月11日：『おいね★どいね』（MROラジオ）→『レオスタ』（MROテレビ）
      - 2022年11月24日：『グッチーな!』（HBCテレビ）

    - 第40回公演の終了後（2022年12月28日以降）は、『1万人の第九　ミライ合唱プロジェクト　つながろう、音楽の力で。』（「海渡未来の第九をいっしょに歌い隊」と公演のダイジェストを兼ねた特別番組）が、毎日放送と一部のJNN加盟局（実際に訪問したテレビユー福島など）で順次放送されている。ちなみに、翌2023年の第41回公演でも、番組での企画と無関係ながら大阪城ホールでの合唱に参加。同年12月27日に関西ローカルで放送された『1万人の第九　ひろがるよろこび～ミライ合唱プロジェクト2023～』では、全編のナレーションと全国各地でのレッスン会場からのリポートも任されていた。

  - 2023年には、「きょうの現場」内（17時台前半）で放送される料理ロケ企画のリポートとスタジオ報告を、1月から3月までの毎月最終（3月のみ第3）金曜日に担当。4月から9月までは、金曜日の「きょうの現場」内で編成されている生中継企画のリポーターを、山崎香佳（先輩アナウンサー）との隔週交代で務めていた。2023年の10月改編から、月曜日のフィールドキャスターに異動したが、2025年4月改編から、金曜日のフィールドキャスターに異動。
  - 2024年には、毎日放送が6月24日から7月12日までの平日に『THE TIME,』（TBSテレビ制作の全国ネット向け生放送番組）の一部（午前6時台の大半）を『よんチャンTVモーニング in THE TIME,』（3週間限定の関西ローカル向け番組）へ差し替えることを受けて、『よんチャンTVモーニング』全曜日のMCを河田直也（先輩アナウンサーで『よんチャンTV』のメインパーソナリティ）と共に任されている。
- 西乃風ブラン堂 - 2023年3月28日深夜（29日未明）放送分から、他のアナウンサーと交互に「取材バイヤー」との肩書で出演。
- みんなの甲子園 - 2023年・2024年に赤星憲広とのコンビでMCを担当。2023年には、放送期間中の平日に『よんチャンTV』内に編成されている「速報!みんなの甲子園」にも単独で出演していた。
- KICK OFF!KANSAI（2023年4月1日 - ） - 加地亮とのコンビでMCを担当。
- 住人十色（2023年4月29日 - ） - 第2代ナビゲーター
  - 2009年3月からナビゲーター（スタジオパートの進行役）を務めてきた高井美紀（入社時の先輩アナウンサー）が、在職中の2023年1月25日に急逝したことを受けて抜擢[10]。女性MCの三船美佳が休演した収録回で、MCを代行することもある。
- ゴルフ中継リポーター[注 2]
- 全国高校ラグビー
  - 2023年度（第103回大会）から、ダイジェスト番組『花園魂!』（はなぞのソウル!）のキャスターや、関連番組『花園から世界へ』のナレーターを担当。

この他にも、2023年5月から「MBSスポーツ」（スポーツ中継・関連番組のPRを目的に制作されたプロモーションムービー）に登場。

#### ラジオ
- コトノハ（不定期）
  - 毎週月曜日（2023年9月25日までは21:45 - 22:00 → 同年10月2日以降は21:30 - 21:45）に放送。
- MBSこども音楽コンクール（2024年1月 - ）　
  - 2020年4月から出演していた野嶋紗己子（自身の入社時の先輩アナウンサー）の毎日放送退社（2023年12月）を受けて、野嶋からパーソナリティを継承。
- 上泉雄一のええなぁ!（2024年4月4日 - ） - 木曜パートナー
  - 2024年3月まで金曜日のパートナーを務めていた前田春香（先輩アナウンサー）の後任として、担当曜日を変更したうえで出演を開始。生放送の時間帯が重なる『よんチャンTVモーニング in THE TIME,』の放送期間中は、同番組のMCに専念しているため、前田がパートナーを代行していた。
  - 2024年7月29日～8月2日にかけて、パーソナリティの上泉雄一（海渡より20年先輩のアナウンサー）が夏季休暇を取得するため休演したため、海渡の担当日である8月1日（木曜日）には、この日に限って『海渡未来のええなぁ!』として放送し、本来海渡がいるパートナーには先輩の福島暢啓（2011年に一般職で入社した後にアナウンサーへ転身）を起用させた[注 3]。

### 過去

#### テレビ
- 三度の飯よりアレが好き!
  - 2022年度の時点で毎日放送への入社5年目以内のアナウンサーが交互に出演していた番組で、2022年10月16日放送分から不定期で出演。
- 発掘!アーカイブ探検隊（2022年11月13日から月に1 - 2回のペースで日曜日の深夜＜月曜日の未明＞に放送）
  - 毎日放送本社内の映像ライブラリーに収蔵されている放送済み映像の記録メディアから、視聴者のリクエストなどを基に厳選した映像に解説を付けた再放送番組で、2022年内のみ先輩の福島暢啓（2011年に一般職で入社した後にアナウンサーへ転身）と共にナビゲーターを担当。
- サタデープラス（毎日放送制作のTBSテレビ系列全国ネット番組）
  - 2023年5月13日放送分の「あなただけに!ご当地お天気プラス」（ピンポイント天気予報）に、RKB×三井松島レディス（上司の馬野雅行がRKB毎日放送制作の全国ネット向けテレビ中継でメイン実況を担当していた女子プロゴルフトーナメント）の会場（福岡カンツリー倶楽部和白コース）からの生中継リポートで出演。TBSテレビ系列の全局がフルネットで放送する番組への登場は、毎日放送への入社後初めてであった。
- 『劇場版 呪術廻戦 0』地上波TV初放送スペシャル！（2023年7月5日 19:00 - 21:57）
  - 翌7月6日から始まるテレビアニメ第2期に先駆けて放送された特別番組で、MCの川島明（麒麟）のアシスタントを担当。
- ゴゴスマ -GO GO!Smile!-（CBCテレビ制作、2025年8月13日） - 小川実桜（CBCアナウンサー）の夏季休暇による代打アシスタント。

#### ラジオ
- ヤングタウン日曜日（不定期）
  - 森本尚太（毎日放送入社時の先輩アナウンサー）が務めていたアシスタントの後任候補の1人として、2022年9月4日放送分に出演。
- ばんぱく宣言 われら21世紀少年団（2023年4月 - 9月） 
  - 「21世紀少年団の団員」として、2019年 - 2021年に毎日放送へ入社した先輩アナウンサー（野嶋・川地洋平・大村浩士）との週替わりで出演。
- 福島のぶひろの大新年会!おめでとう日本!（2023年1月1日）
  - 福島のぶひろ（暢啓）がパーソナリティを務める生放送の新春特別番組で、関岡と交互にパートナーを担当。
- TOROMI RADIO（毎週日曜日16:30 - 17:00、2023年4月2日・23日）
  - 「スクープリポーター」という肩書で、飲食店への取材リポートを担当。
- 裏方見聞ROCK!（2021年度以降のナイターオフ期間限定番組）
  - 2023年度のみ、木曜日にレギュラーで出演。